# 第12屆金鐘獎
第12屆金鐘獎是1976年台灣廣播、電視業界的年度盛事之一，表揚1976年度傑出的台灣廣播和電視之藝人。
第15屆之前，金鐘獎採事前公佈得獎名單的方式，因此無「入圍名單」。

## 優良廣播節目獎
例如之標記為該獎項得獎者。

## 外部連結
- 65年金鐘獎得獎名單【特別獎】 （页面存档备份，存于）.文化部影視及流行音樂產業局1976-04-01</ref><ref>
- 65年金鐘獎得獎名單【社會建設獎 / 個人技術獎】 （页面存档备份，存于）.文化部影視及流行音樂產業局1976-04-01
- 65年金鐘獎得獎名單【優良電視節目獎 / 廣告獎】 （页面存档备份，存于）.文化部影視及流行音樂產業局1976-04-01
- 65年金鐘獎得獎名單【優良廣播節目獎】 （页面存档备份，存于）.文化部影視及流行音樂產業局1976-04-01